# Brooksville (Floryda)
Brooksville – miasto w Stanach Zjednoczonych, w stanie Floryda, w hrabstwie Hernando. Znajduje się tu Seminarium Najświętszej Trójcy.

## Demografia
W roku 2000 miasto zamieszkiwały 20 264 osoby, a gęstość zaludnienia wynosiła 1571 osób/km². W roku 2023 liczba mieszkańców spadła do 9789 osób, a gęstość zaludnienia poniżej 760 osób/km². Na przestrzeni niespełna ćwierćwiecza zaludnienie Brooksville zmniejszyło się o ponad ½ (spadek o 51,7%).